# Babe I’m Gonna Leave You
Babe I’m Gonna Leave You – folkowa ballada rockowa napisana i nagrana przez Anne Bredon w latach 50. XX w. Został również nagrany przez Joan Baez w 1962, a także (najpopularniejsza jego wersja) przez angielski blues-rockowy zespół Led Zeppelin. Ich aranżacja znalazła się na albumie Led Zeppelin wydanym w roku 1969. Zespół zdecydował się na jego nagranie po usłyszeniu wersji Baez. Na oryginalnym albumie artystki pojawiła się informacja, że jest to utwór „tradycyjny” i tak też jego źródło zaczął opisywać Led Zeppelin – „Trad., arr. Page”.

## Autorstwo
W latach 80., syn Bredon usłyszał wersję Led Zeppelin i spytał matkę, dlaczego śpiewała utwór tego zespołu. Matka skontaktowała się z prawnikiem. Od 1990 wersja Led Zeppelin podpisywana jest jako „Anne Bredon/Jimmy Page & Robert Plant”. Wersja ta nie przypomina wersji pierwotnej, ponieważ powstała raczej na podstawie utworu Baez.

## Aranżacja Led Zeppelin
Często powtarza się, że wersja Led Zeppelin powstała z pomysłu Planta, kiedy po raz pierwszy spotkał się z Page’em – ponoć sam zagrał mu na gitarze aranżację, która miała się później znaleźć na albumie. W wywiadzie dla magazynu Guitar World w 1998 Page zaprzeczył tej historii i stwierdził, że sam zaaranżował ten utwór na długo zanim poznał Roberta, że sam powiedział wokaliście, że chciałby zobaczyć go na płycie i że Robert w tamtym okresie nie grał nawet na gitarze.
Krążą plotki, że Page nagrał inną wersję tego utworu ze Steve’em Winwoodem w 1968, która jednak nigdy nie została wydana.
Zespół grał „Babe I’m Gonna Leave You” tylko podczas trasy w roku 1969. Page i Plant zagrali go ponownie podczas koncertu w 1998.